# František Tilšer
František Tilšer (12. června 1825 Budětsko – 5. února 1913 Královské Vinohrady) byl český matematik, filosof a politik, poslanec Českého zemského sněmu i Říšské rady, jeden z předáků mladočeské strany. Byl profesorem deskriptivní geometrie a perspektivy na pražské technice. V roce 1870–1871 byl zvolen jejím rektorem.

## Život
Narodil se v rolnické rodině. Původně měl převzít, jako nejstarší syn, otcovo hospodářství. Ve třinácti letech nastoupil na gymnázium do Olomouce. Poté studoval filosofickou fakultu tehdejší Františkovy univerzity v Olomouci. Jeho otec nesouhlasil s touto jeho kariérou, a tak se musel na studiích sám živit. Působil jako domácí učitel ve šlechtických rodinách. V roce 1849 byl na vlastní žádost odveden k vojsku a posléze nastoupil na vídeňskou vojenskou (později ženijní) akademii. Tu ukončil v roce 1854. 27. září 1854 byl jmenován profesorem deskriptivní geometrie na ženijní akademii v bývalém Louckém klášteře ve Znojmě. Vedle pedagogické činnosti se zabýval rozvinutím učení Gasparda Monge. Za toto dílo byl odměněn medailí Literis et artibus (Ehrenzeichen für Wissenschaft und Kunst). V roce 1864 byl povolán na pražskou techniku na místo zemřelého Rudolfa Skuherského. Později nepřijal nabídku profesorského místa na vídeňské technice a zůstal v Praze, v roce 1870–71 byl zvolen rektorem pražské techniky.
Od roku 1878 (podle jiného zdroje od roku 1870) byl rovněž poslancem Českého zemského sněmu, kde zasedal až do roku 1883. V prvních přímých volbách do Říšské rady roku 1873 získal i mandát v Říšské radě (celostátní zákonodárný sbor), kde reprezentoval městskou kurii, obvod Příbram, Březové Hory atd. V souladu s tehdejší českou opoziční politikou pasivní rezistence ale mandát nepřevzal a do sněmovny se nedostavil. Jeho mandát tak byl prohlášen za zaniklý z důvodu absence.
Roku 1873 byl sice zvolen za tehdy ještě jednotnou kandidátku Národní strany, z ní se ale krátce poté oddělila Národní strana svobodomyslná (mladočeská). Důvodem byly rozpory ohledně pokračující politiky pasivní rezistence na Českém zemském sněmu, který měl být rovněž českými poslanci bojkotován. Když Český klub coby společná sněmovní frakce českých státoprávních poslanců o otázce hlasoval, byla sice odsouhlasena pasivní rezistence i na zemském sněmu, ale pouhým poměrem 47 : 35 hlasů. Poražená (mladočeská) menšina reagovala 25. listopadu 1873 veřejným prohlášením, ve kterém sice předchozí většinové rozhodnutí respektovala, ale demonstrativně vrátila své mandáty do rukou voličů, protože rozhodnutím o pokračujícím bojkotu pozbyly svého účelu. Mezi signatáři tohoto prohlášení byl i František Tilšer. Od následujícího roku pak působil ve formálně ustavené samostatné mladočeské straně.
Na celostátní parlamentní úrovni ovšem český bojkot trval. Až v roce 1879 Eduard Taaffe, tehdy představitel konzervativního německorakouského tábora, inicioval jednání s českou opozicí, na jejichž konci byl český vstup na Říšskou radu, zahájení aktivní politiky a přechod Čechů do provládního tábora. Ve volbách do Říšské rady roku 1879 byl Tilšer zvolen za kurii venkovských obcí, obvod Karlín, Brandýs atd. Nyní mandát převzal.
Po volbách v roce 1879 se na Říšské radě připojil k Českému klubu (jednotné parlamentní zastoupení, do kterého se sdružili staročeši, mladočeši, česká konzervativní šlechta a moravští národní poslanci). Profiloval se jako provládní poslanec, ale v rámci Českého klubu spolu s dalšími mladočechy dával najevo některé pochybnosti o správnosti podpory vládních předloh. V tomto smyslu vystoupil už v roce 1879 proti podpoře branného zákona, ale většina klubu jeho námitky odmítla. Ještě ostřeji vystupoval proti vládní školské reformě v roce 1883, která v souladu s přáním německorakouských konzervativců částečně revidovala liberální reformy předchozích dekád, což pro některé mladočeské pokrokáře bylo nepřijatelné. Tilšer setrval na odmítavém stanovisku a jako jeden ze tří českých poslanců odmítal návrh zákona podpořit, aby nakonec v dubnu 1883 byl jediným, který skutečně hlasoval proti zákonu. Následně byl fakticky vyloučen z Českého klubu. Krátce poté ale obhájil mandát v doplňovacích volbách do Říšské rady a již v prosinci 1883 byl znovu přijat do Českého klubu. Ve vídeňském parlamentu setrval až do konce funkčního období, tedy do roku 1885.
Ve volbách do Říšské rady roku 1885 nebyl zařazen na společnou českou kandidátku. Šlo o období dočasné stabilizace staročeské strany a úpadku síly mladočechů. Tilšer se pak neúspěšně snažil opakovaně kandidovat jako nezávislý kandidát.
Jeho politická kariéra opět vyvrcholila koncem 80. let. V roce 1889 se na obnoveném povolebním zasedání Českého zemského sněmu představil jako předseda mladočeského sněmovního klubu a přednesl separátní mladočeské stanovisko k státoprávním otázkám. Mladočeská strana v této době prožívala obnovení své aktivity a zostření své protivládní rétoriky. Do Říšské rady se vrátil ve volbách roku 1891, kdy byl zvolen za kurii venkovských obcí, obvod Karlín atd. V roce 1892 jménem mladočeské opozice v rámci její kampaně proti takzvaným punktacím přednesl v Říšské radě návrh žaloby na ministra spravedlnosti Friedricha Schönborna. V roce 1895 se pro nemoc vzdal politických funkcí. Rezignace na jeho poslanecký mandát byla oznámena na schůzi 4. března 1895.

### Úmrtí
František Tilšer zemřel 5. února 1913 na Královských Viinohradech u Prahy a byl pohřben v hrobce na Olšanských hřbitovech.

## Ocenění
- V roce 1908 mu byl udělen čestný titul doktora technických věd (Dr.h.c.) Českého vysokého učení technického v Praze.[15]